# Cryptocarya filicifolia
Cryptocarya filicifolia är en lagerväxtart som först beskrevs av André Joseph Guillaume Henri Kostermans, och fick sitt nu gällande namn av André Joseph Guillaume Henri Kostermans. Cryptocarya filicifolia ingår i släktet Cryptocarya och familjen lagerväxter. Inga underarter finns listade i Catalogue of Life.